# Festival de la fiction TV de La Rochelle 2024
La 26e édition du Festival de la fiction a lieu du 10 au 15 septembre 2024 à La Rochelle.

## Jury
Le jury 2024 est composé de, :
- Thierry Godard, acteur, président
- Sonia Rolland : actrice (deuxième participation, après l'édition de 2004)
- Bastien Burger : compositeur
- Caroline Franc : scénariste
- Stéphanie Pillonca : réalisatrice
- Jérémy Nadeau : acteur
- Pauline Gygax : productrice

## Palmarès
Le jury a décerné les prix suivants :
- Meilleur unitaire : À l'épreuve d'Akim Isker (France 2)
- Meilleure mini série de 52/90 minutes : Nismet de Philippe Faucon  (Arte)
- Meilleure série de 26 minutes : Iris de Doria Tillier et Jean-Baptiste Pouilloux (Canal+)
- Meilleure série de moins de 20 minutes : Des gens bien ordinaires - chapitre 2 d'Ovidie (Canal+)
- Meilleure fiction européenne : Lost boys & fairies de James Kent
- Meilleure fiction francophone : FEM de Marianne Farley
- Meilleure réalisation : Gustave Kervern pour Je ne me laisserai plus faire  (Arte)
- Meilleur scénario : Katell Guillou et Benoît Marchisio pour la série Enjoy ! de Lionel Meta (France.TV Slash)
- Meilleure musique : Éric Neveux pour Sentinelles - Ukraine de Jean-Philippe Amar (OCS Ciné+)
- Meilleure interprétation féminine : Cécile Bois dans Signalements d'Éric Métayer (France 2)
- Meilleure interprétation masculine : Nicolas Duvauchelle et Guillaume Gouix dans Fortune de France (France 2)
- Prix jeune espoir féminin Adami : Capucine Valmary dans Bénie soit Sixtine de Sophie Reine (France Télévisions)
- Prix jeune espoir masculin Adami : Jean-Désiré Augnet dans Enjoy ! (France.TV Slash)